# Hélène Elizaga
Pour les articles homonymes, voir Elizaga.
Hélène Elizaga (ou simplement Elizaga), née Marie Lucie Hélène Elissague à Bagnères-de-Bigorre le 3 mars 1896 et morte à Saint-Jean-de-Luz le 25 septembre 1981, est une artiste peintre basque française originaire de Sare. Son œuvre est principalement connue pour son traitement de perspectives et de thèmes liés au Pays basque.

## Biographie
Marie Lucie Hélène Elissague naît le 3 mars 1896 à Bagnères-de-Bigorre, fille de pharmacien, elle commence la peinture à l'âge de 13 ans. À l'âge de 21 ans, elle étudie à Paris à l'Académie Julian, puis à la Grande-Chaumière, et enfin dans les Ateliers d'Art sacré de Maurice Denis et Georges Desvallières. À Paris, elle suit également les cours du portraitiste Henry du Sorbiers de La Tourasse, qu'elle épouse en 1918.
Elle retourne ensuite avec lui au Pays basque, le couple s'installant à Urrugne puis à Saint-Jean-de-Luz (Pyrénées-Atlantiques). Là, ils créent ensemble un atelier de restauration de tableaux et commencent à fréquenter de nombreux artistes basques, dont Ramiro Arrue et d'autres peintres du « groupe des neufs ». Sous l'impulsion d'Arrue, elle rejoint en 1932 l'association des artistes basques, et expose ses œuvres en compagnie d'autres artistes de la région comme Arrue, Colin, Labrouche, Masson, Ribera, Swiecinski, ou encore Veyrin.
Elle meurt le 25 septembre 1981 à Saint-Jean-de-Luz, à l'âge de 85 ans et est inhumée à Urrugne.

## Œuvre
Hélène Elizaga a principalement travaillé dans ses peintures et ses portraits sur des thèmes liés à l'identité et à la culture basques. Ses œuvres les plus connues sont Partie de pelote (en basque : Pilota partida) et Portrait des frères Arrayet, champions de pelote (en basque : (Arrayet anaien, pilota txapeldunen erretratua), toutes deux exposées de façon permanente au musée basque et de l'histoire de Bayonne. Ce musée possède d'ailleurs depuis 1993 la plupart de ses œuvres.
Auparavant, ses œuvres ont également été exposées à Bayonne en 1930, 1932 et 1935, à Pau et à l'Exposition universelle de Paris en 1937, et enfin à Saint-Jean-de-Luz en 1950.
D'autres expositions de ses œuvres ont aussi eu lieu de façon posthume, notamment à Saint-Jean-de-Luz en 1994, à Ciboure en 2009 (dans le cadre d'une exposition nommée « Femmes peintres et femmes peintes en Pays basque »), ou encore à Cap d'Ail en 2017. Une fresque peinte par Elizaga est enfin visible dans la chapelle Notre-Dame-de-l'Aubépine, à Ainhoa.